# Hermann Kiefer
Hermann Kiefer (* 22. November 1867 in Karlsruhe; † 20. September 1946 in Heidelberg; evangelisch) war ein  seit 1893 im badischen Staatsdienst stehender Jurist und Landrat.

## Ausbildung
Hermann Kiefer war der Sohn eines Bahnmeisters, er heiratete am 6. März 1897 Augusta geborene Kaufmann (* 21. April 1875; † November 1945). Aus dieser Ehe entstammt ein Kind. Nach dem Studium der Rechtswissenschaften an der Universität Heidelberg, das er mit der Promotion zum Dr. iur. abschloss, wurde er ab dem 20. Juni 1893 Referendar im badischen Staatsdienst.

## Laufbahn
Kiefer wurde am 15. Juni 1896 Amtmann beim Bezirksamt Karlsruhe und wechselte am 9. Dezember 1899 in die Position eines Amtmannes beim Bezirksamt Breisach, wo er am 11. Dezember 1900 zum Oberamtmann befördert und gleichzeitig Amtsvorstand wurde. Ab dem 15. Januar 1904 war er Oberamtmann und Amtsvorstand beim Bezirksamt Engen und ab dem 29. Oktober 1908 Oberamtmann und Amtsvorstand beim Bezirksamt Emmendingen. Am 10. April 1913 wurde Hermann Kiefer Oberamtmann und Amtsvorstand beim Bezirksamt Bruchsal und der Titel Geheimer Regierungsrat verliehen. Er wurde 1923 Amtsvorstand beim Bezirksamt Heidelberg, wo er wegen der Umbenennung nun ab 1924 Landrat bezeichnet wurde. 1927 erfolgte die Ernennung zum Landeskommissär für die Kreise Freiburg, Lörrach und Offenburg mit Sitz in Freiburg. Die Berufung wurde jedoch auf Ansuchen Kiefers vom Staatsministerium widerrufen. Am 1. März 1933 trat er in den Ruhestand. Zum 1. Mai 1933 trat er der NSDAP bei (Mitgliedsnummer 3.145.720).

## Nebentätigkeiten und Mitgliedschaften
- Landsmannschaft Zaringia, Heidelberg
- Mitte der 1920er Jahre Mitglied im Reichsbanner Schwarz-Rot-Gold und ebenso in der SPD (bis 1933)
- 1934 bis 1940 Mitglied im Nationalsozialistischen Rechtswahrer Bund (NSRB)
- Mitglied im Reichsbund der Deutschen Beamten (RDB)
- Mitglied in der Nationalsozialistischen Volkswohlfahrt (NSV)
- Mitglied im Reichskolonialbund (RKB)

## Auszeichnungen
- 1908 Ritterkreuz 1. Klasse des Zähringer Löwen-Ordens
- 1902 Badische Jubiläumsmedaille
- Preußischer Roter Adler-Orden 4. Klasse
- 1913 Preußische Rote Kreuz-Medaille 3. Klasse
- 1916 Bayerisches König Ludwig-Kreuz
- 1916 Badisches Kriegsverdienstkreuz
- 1917  Preußisches Verdienstkreuz für Kriegshilfe
- 1917 Eisernes Kreuz 2. Klasse am weiß-schwarzen Bande
- 1918 Preußische Rote Kreuz-Medaille 2. Klasse

## Werke
- Der Bezirksrat, seine Ernennung und Thätigkeit. Systematisch dargestellt von Dr. Hermann Kiefer, Karlsruhe 1902